# Superalgèbre de Lie
Une superalgèbre de Lie est une extension de la notion d'algèbre de Lie par l'ajout d'une ℤ2-graduation. Cette graduation sépare la superalgèbre en la somme directe d'une partie paire et d'une partie impaire. Cette structure est utilisée en physique théorique pour décrire la supersymétrie. Les éléments de l'algèbre peuvent y être représentés par des opérateurs différentiels. Dans la plupart de ces théories, les éléments pairs correspondent aux bosons et les éléments impairs aux fermions.

## Définition
Une superalgèbre de Lie {\displaystyle {\mathcal {A}}={\mathcal {A}}_{0}\oplus {\mathcal {A}}_{1}} est une superalgèbre non associative sur un anneau K (habituellement R ou C).
- {\displaystyle {\mathcal {A}}_{0}} correspond à la partie paire de la superalgèbre et {\displaystyle {\mathcal {A}}_{1}} à la partie impaire. Les éléments de {\displaystyle {\mathcal {A}}_{i}} sont dits homogènes de degré {\displaystyle i}. À l'inverse, les éléments qui sont composés d'une partie paire et d'une partie impaire sont dits non homogènes. Ainsi, on définit l'opération {\displaystyle |\cdot |:{\mathcal {A}}_{0}\cup {\mathcal {A}}_{1}\to \{0,1\}} tel que {\displaystyle |x|\mapsto {\begin{cases}0\quad {\text{si}}\quad x\in {\mathcal {A}}_{0}\\1\quad {\text{si}}\quad x\in {\mathcal {A}}_{1}\end{cases}}} pour noter le degré d'un élément homogène.
- Le produit interne bilinéaire d'une superalgèbre de Lie est noté {\displaystyle [\cdot ,\cdot ]:{\mathcal {A}}\times {\mathcal {A}}\to {\mathcal {A}}} et nommé super-crochet de Lie ou super-commutateur. Il doit respecter les deux conditions suivantes :
  - Super anti-symétrie:
{\displaystyle \forall x,y\in {\mathcal {A}}_{0}\cup {\mathcal {A}}_{1}\quad [x,y]=-(-1)^{|x||y|}[y,x]}
  - Super-relation de Jacobi
{\displaystyle \forall x,y,z\in {\mathcal {A}}_{0}\cup {\mathcal {A}}_{1}\quad (-1)^{|x||z|}[x,[y,z]]+(-1)^{|y||x|}[y,[z,x]]+(-1)^{|z||y|}[z,[x,y]]=0}

## Propriétés
- {\displaystyle \forall x\in {\mathcal {A}}_{0}\quad [x,x]=0}
- {\displaystyle \forall x\in {\mathcal {A}}_{1}\quad [[x,x],x]=0}
- {\displaystyle |[x,y]|=|x|+|y|\mod 2}

## Exemple:𝖔𝖘𝖕(1|2)
Soient {\displaystyle J_{0}\in {\mathcal {A}}_{0}}, {\displaystyle J_{+}\in {\mathcal {A}}_{1}} et {\displaystyle J_{-}\in {\mathcal {A}}_{1}} tels que :
- {\displaystyle [J_{0},J_{+}]=J_{+}}
- {\displaystyle [J_{0},J_{-}]=-J_{-}}
- {\displaystyle [J_{+},J_{-}]=2J_{0}}

Alors l'ensemble {\displaystyle \{a\cdot J_{0}+b\cdot J_{+}+c\cdot J_{-}|a,b,c\in \mathbb {C} \}}, muni du super-crochet de Lie défini par sa bilinéarité et par les produits de {\displaystyle J_{0}}, {\displaystyle J_{+}} et {\displaystyle J_{-}}, forme la superalgèbre de Lie {\displaystyle {\mathfrak {osp}}(1|2)}.